# Gerbillurus
Genre
Gerbillurus est un genre de rongeurs de la sous-famille des Gerbillinae. Les espèces sont des gerbilles.
Les espèces de ce genre sont parfois incluses dans le genre Gerbillus. 

## Liste des sous-genres et espèces

### Espèces
Les espèces, selon ITIS (19 nov. 2010) et NCBI (19 nov. 2010) :
- espèce Gerbillurus paeba (A. Smith, 1836) — Gerbille à pieds velus[1]
- espèce Gerbillurus setzeri (Schlitter, 1973) — Gerbille de Setzer[1]
- espèce Gerbillurus tytonis (Bauer & Niethammer, 1960) — Gerbille des dunes[1]
- espèce Gerbillurus vallinus (Thomas, 1918)

### Sous-genres
Selon MSW le genre comprend quatre espèces en trois sous-genres.
- sous-genre Gerbillurus (Gerbillurus) Shortridge, 1942
  - espèce Gerbillurus (Gerbillurus) setzeri (Schlitter, 1973)
  - espèce Gerbillurus (Gerbillurus) vallinus (Thomas, 1918)
- sous-genre Gerbillurus (Paratatera) Petter, 1983
  - espèce Gerbillurus (Paratatera) tytonis (Bauer et Niethammer, 1960)
- sous-genre Gerbillurus (Progerbillurus) Pavlinov, 1982
  - espèce Gerbillurus (Progerbillurus) paeba (A. Smith, 1836)